# Banjar Sari (Merapi Timur)
Banjar Sari is een bestuurslaag in het regentschap Lahat van de provincie Zuid-Sumatra, Indonesië. Banjar Sari telt 1964 inwoners (volkstelling 2010).